# Zoo de Martinique
Le zoo de Martinique est un parc zoologique français situé sur l'île de la Martinique, dans la commune du Carbet. Il occupe un site de trois hectares, sur lesquels il présente environ 150 animaux de 40 espèces. Il se situe sur le site de l'Habitation Anse Latouche.

## Historique
Le parc zoologique est créé en 2014 par le couple Franck et Angélique Chaulet, sur le site de l'ancienne habitation Anse Latouche. Ceux-ci sont les fondateurs du Tropical Forest Park Group, qui détient le zoo de Guadeloupe, le zoo de Guyane, le jardin de Balata et le Jardin de Valombreuse.
En 2018, la banque publique d'investissement et le fonds d'investissement Trocadero Capital Partners entrent au capital du groupe, aux côtés des fondateurs et de cadres du groupe.

## Installations et faune présentée
La plupart des espèces du parc zoologique sont originaires des Caraïbes, d'Amérique du Sud ou de milieu tropicaux. On y rencontre notamment le manicou et le raton laveur, tous deux attestés sur l'île de la Martinique, ainsi que différentes espèces de singe (tamarins, capucins, saïmiris, singe-araignées), un jaguar, un couple de pumas, des fourmilliers ou encore des capybaras. Le zoo de Martinique accueille également une vingtaine d'espèces d'oiseaux et une dizaine d'espèces de reptiles.

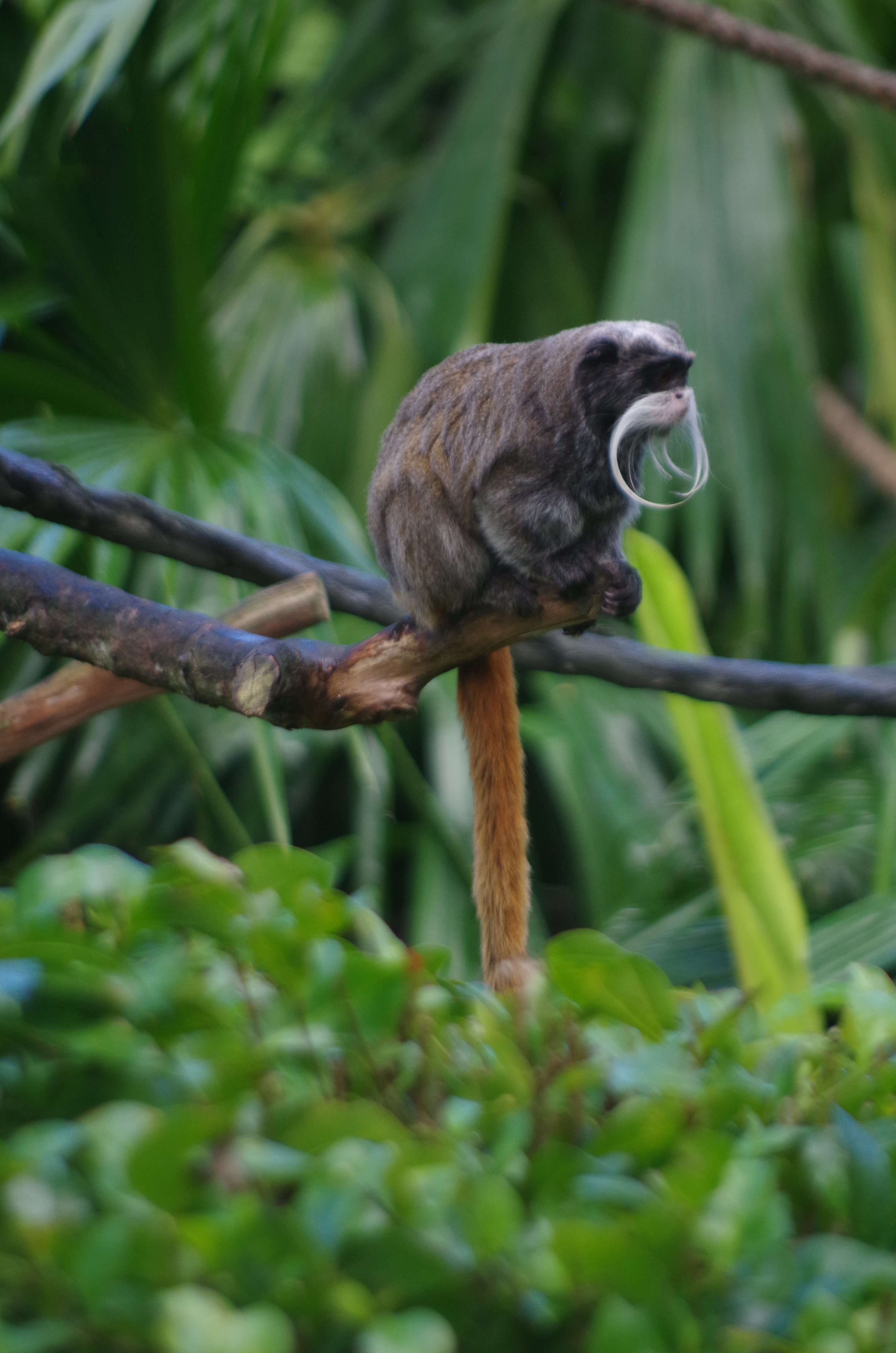
Tamarin empereur
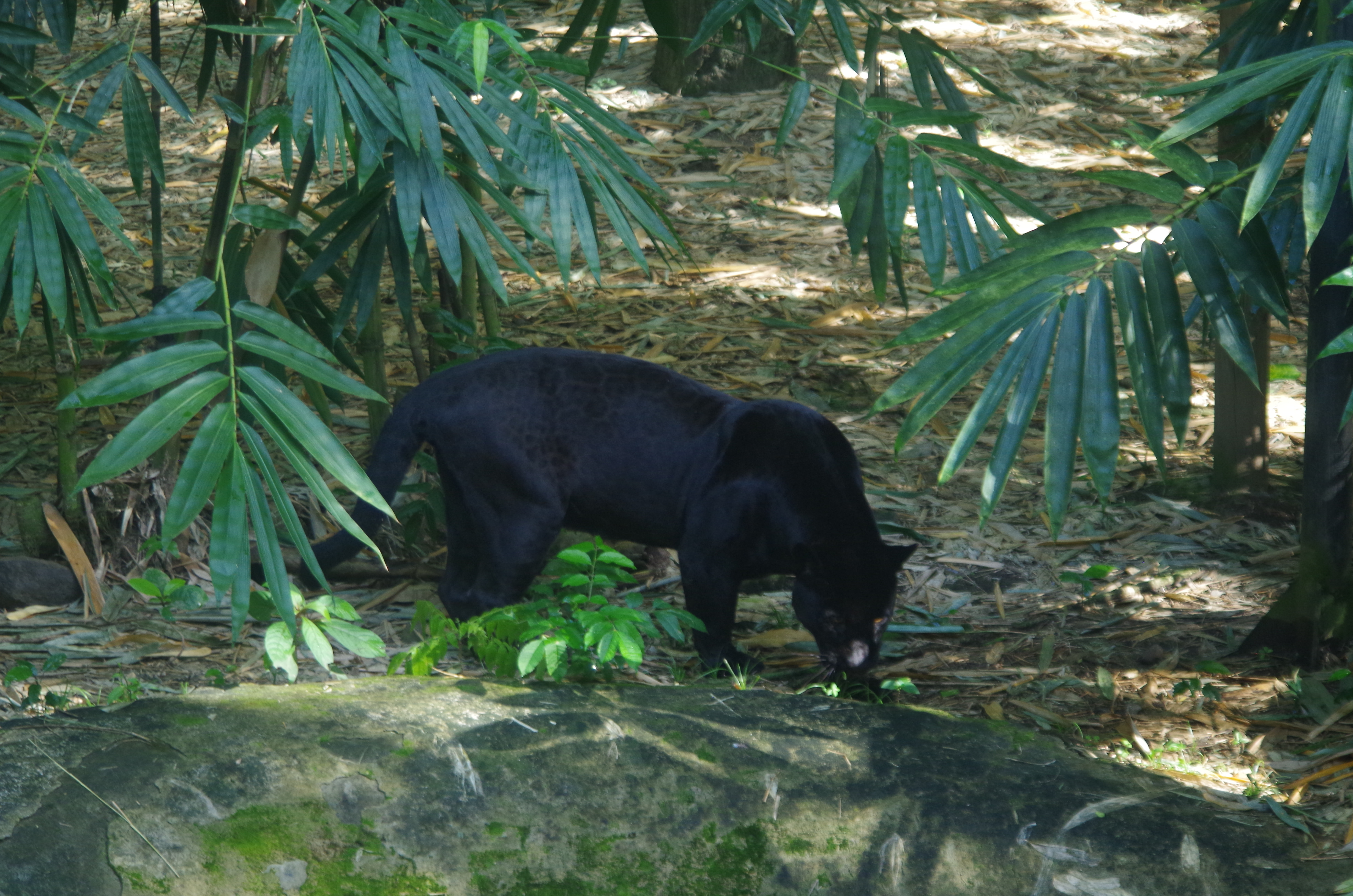
Jaguar
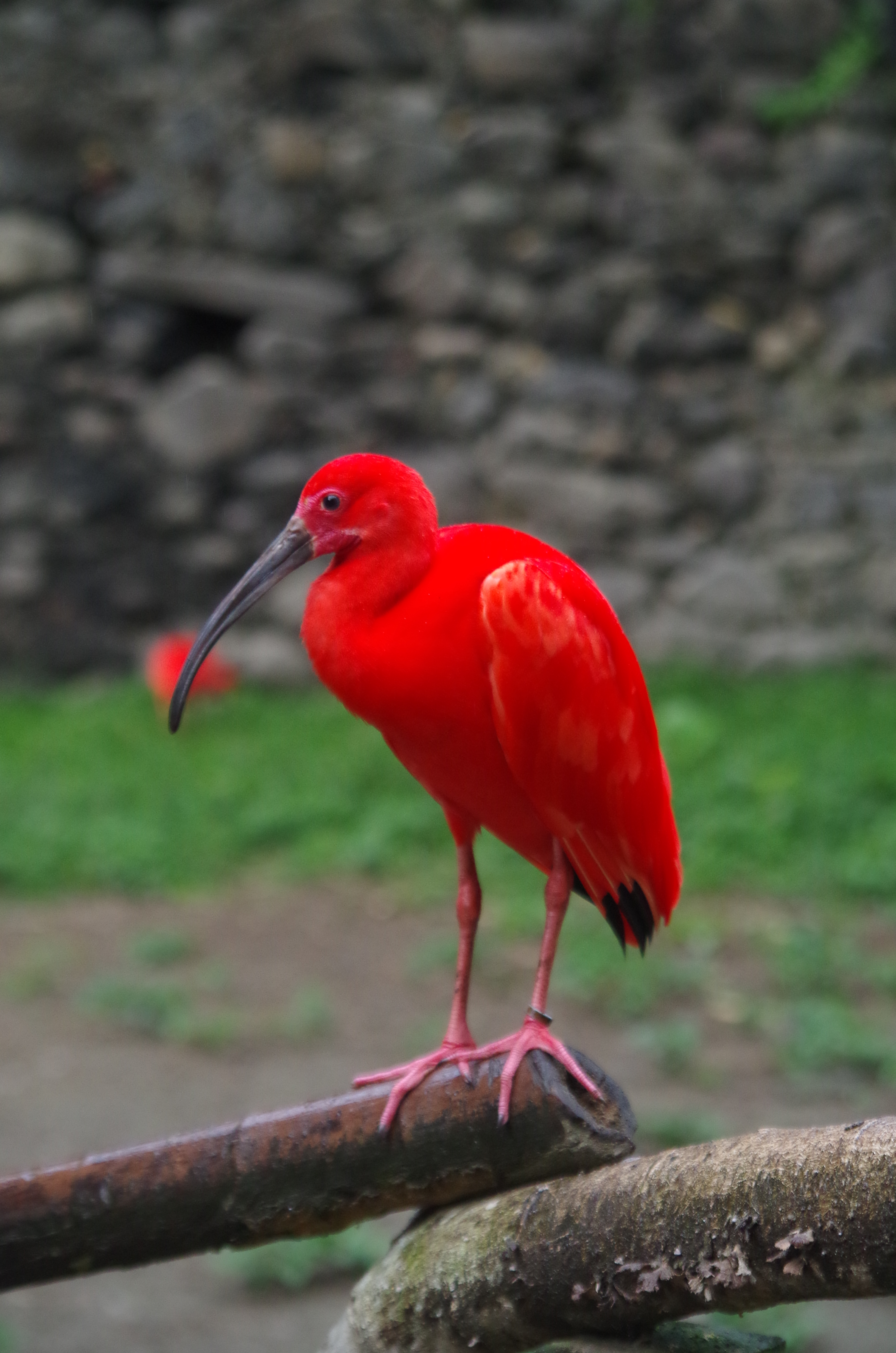
Ibis rouge
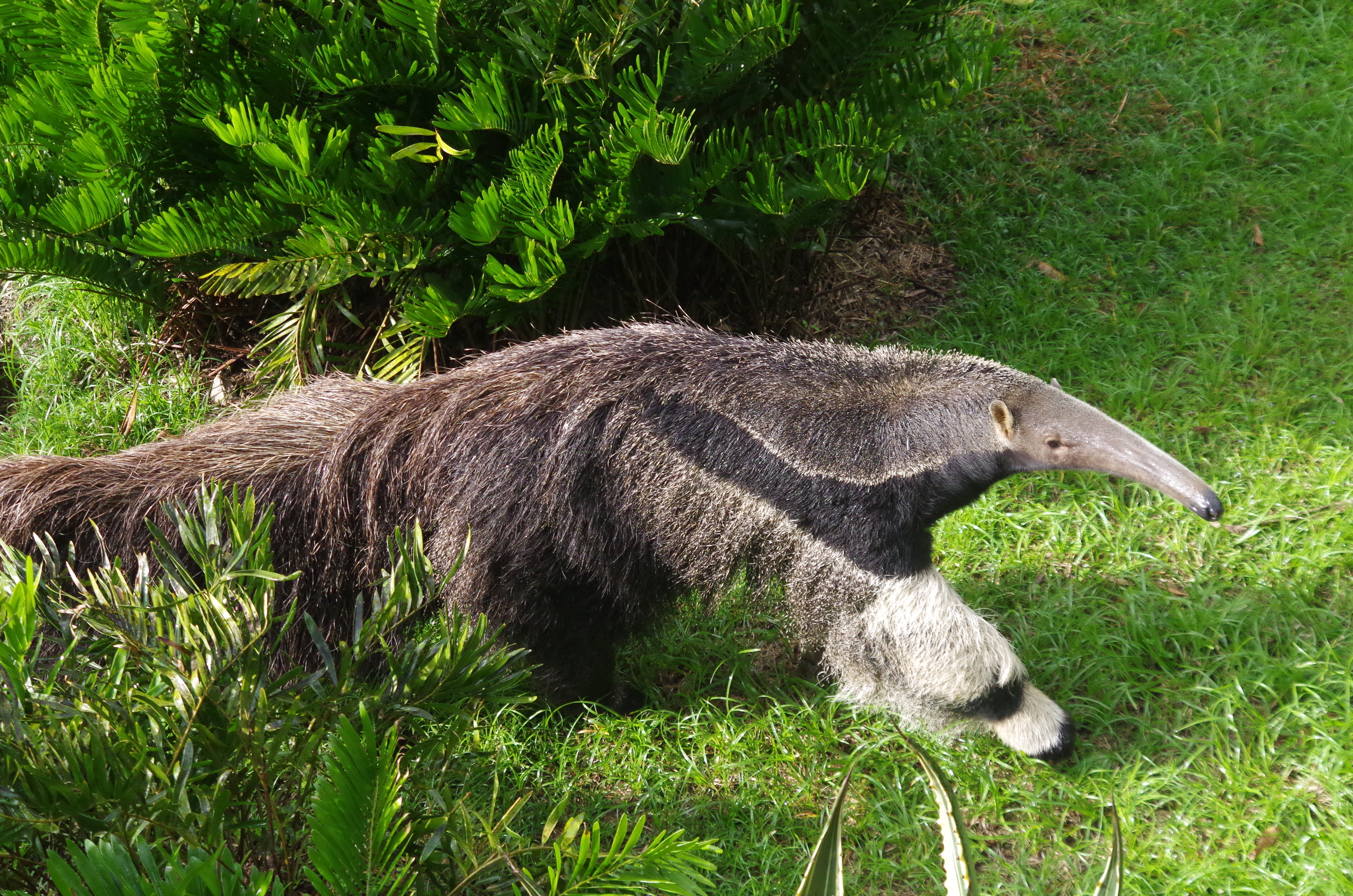
Tamanoir